# 身分掩護
身份掩護是指外國、軍事或警察 人員情報或反情報 臥底在臥底行動中，於滲透組織中假扮的表面身份、角色或職位。

## 官方掩護

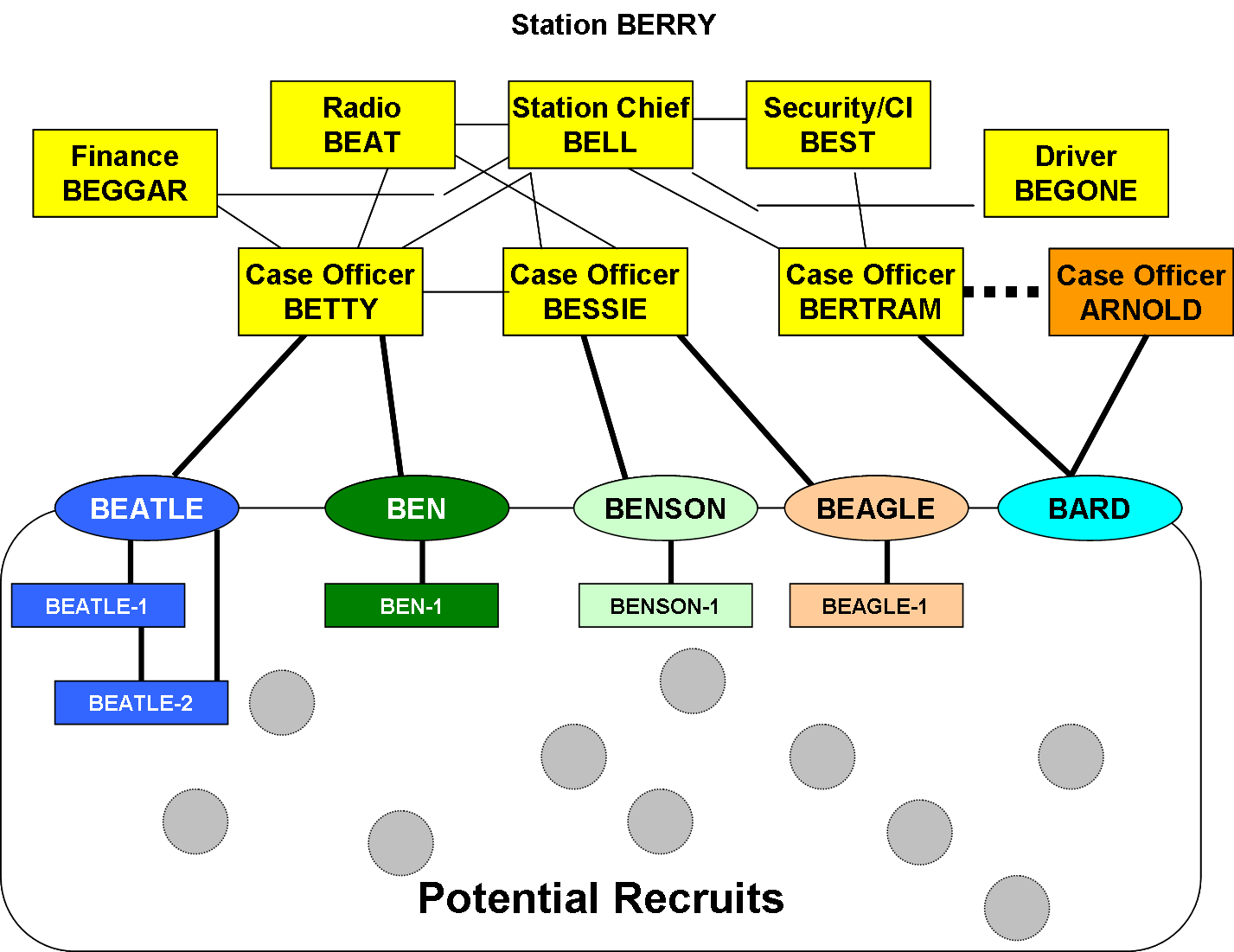
以外交掩護進行的典型秘密行動

在間諜活動中，官方掩護特工是指在與其工作政府有外交聯繫的組織（如大使館或領事館）中擔任職位的人員。這為特工提供了官方外交豁免權，從而保護他們免受通常施加於被捕間諜的嚴厲懲罰。一旦官方掩護特工的秘密敵對角色被發現，東道國通常會宣布該特工為不受歡迎人物，並命令其離開該國。
官方掩護特工享有一系列政府保護，如果在間諜活動中被捕，他們可以要求其政府提供外交保護。換句話說，官方掩護特工是其國家官方承認的特工。

## 非官方掩護
在間諜活動中，非官方掩護（NOC）下的特工是指與其工作政府沒有官方聯繫，並在組織中擔任秘密角色的特工。
這與官方掩護的特工形成對比，官方掩護的特工在其政府中擔任職位，例如外交部門，如果其間諜活動被發現，則可為其提供外交豁免權。非官方掩護下的特工沒有這種「安全網」，如果被捕並被控間諜罪，將受到嚴厲的刑事處罰，直至處決。非官方掩護下的特工通常也接受過訓練，否認與其政府有任何聯繫，從而保持似是而非的否認，但也否認了他們獲得外交法律援助的任何希望，或官方承認他們的服務。這樣的特工可以稱為NOC（發音為 /nɒk/ NOK）或稱為非法（見秘密人員情報行動技術）。有時，會建立掩護公司或稻草人實體，以便為特工提供虛假身份。

## 歷史

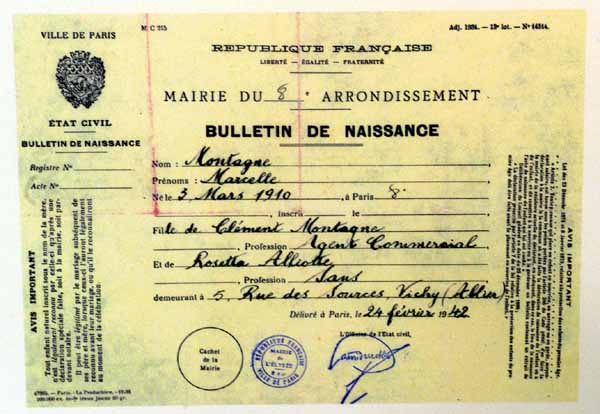
維珍妮亞·霍爾在二戰期間使用的偽造出生證明；它給了她一個名叫馬塞爾·蒙塔涅的法國女性的化名。

例如，被派去監視外國的特工可能以商人、非營利組織（例如人道主義團體）的工作人員或學者的身份工作。例如，中央情報局的伊什梅爾·瓊斯以非官方掩護特工的身份工作了近二十年。
在中央情報局紀念牆上沒有姓名或服役日期紀念的許多特工，據推測是在擔任非官方掩護特工期間在國外被殺或處決的。然而，在擁有成熟且發達的間諜機構的國家，歷史上大多數被捕的非本地非官方掩護特工都通過與其他被捕的非官方掩護特工交換囚犯的方式被遣返，這是一種君子協定的形式。
一些國家對使用非官方掩護有規定：例如，中央情報局有時被禁止將特工偽裝成某些援助組織的成員或神職人員的成員。
非官方掩護故事的複雜程度差異很大。有時，特工只需被任命到一家信譽良好的公司擔任一個合適的職位即可。其他時候，可以建立整個掩護公司，以便為特工提供虛假身份。
例子包括在越南戰爭期間中央情報局使用的美國航空公司，以及中央情報局在大規模殺傷性武器調查中使用的布魯斯特·詹寧斯與合夥人公司，由於普萊姆事件而被公開。

## 例子
前軍情六處官員「尼古拉斯·安德森」在一本虛構的自傳（根據英國法律）中記述了他的服役經歷，書名為《非官方掩護：英國秘密行動》，以及兩部續集：《非官方掩護兩次：更多英國非官方掩護行動》和《非官方掩護三次：連鎖反應（三部曲的最後一部）》。
米高·羅斯，前摩薩德特工，以摩薩德非官方掩護特工或「戰鬥員」的身份活動，正如他在回憶錄《志願者：一名以色列間諜追蹤國際恐怖分子的真實故事》（Skyhorse Publishing，2007年9月，ISBN 978-1-60239-132-1）中所述。
著名的虛構例子包括查克·巴里斯，他在他的著作和影片《危險思想的自白》中諷刺地聲稱自己是一名非官方掩護特工，有33次殺戮記錄。其他例子出現在《榮譽之債》和《第十一誡》等書中；《職業特工隊》、《諜影重重》、《叛諜追擊》、《藏身之所》和《特務風雲》等影片中；以及《冷戰諜夢》、《火線警告》、《軍情五處》、《夜班經理》、《秘密行動組》、《間諜》、《愛國者行動》和遲緩的馬等電視劇中。

## 另見
- 非法移民計劃
- 秘密身份
- 潛伏特工